# Тана Кировска
Тана Василиева Кировска е българска революционерка, деец на Вътрешната македоно-одринска революционна организация.

## Биография
Тана Кировска е родена през 1862 година в костурското село Осничани, тогава в Османската империя, днес Кастанофито, Гърция. Включва се в дейността на ВМОРО и участва в Илинденско-Преображенското въстание. При нападението на Осничани от 7 май 1906 година от страна на андартски чети, Тана Кировска се включва в защитата на селото. Съселянинът ѝ Наум Костов си спомня:
| „ | Баба Тона заедно с четниците се сражавали храбро и убили Влахаки, а Петро Паша тежко ранили. Баба Тона с балтия в ръка излиза, обискира ранения и завършва сражението. | “ |

Изселва се в България и се установява в Пазарджик до смъртта си през 1932 година.